# Evere
Evere é uma das 19 comunas bilingues da Bélgica situadas na Região de Bruxelas-Capital. Até 1954, Evere pertencia à parte neerlandófona da antiga província do Brabante.
Em 1 de Janeiro de 2005 contava com 33 069 habitantes, vivendo numa área de 5,02 km², ou seja 6 589,94 habitantes por km².
Pertence à rede das Cidades Cittaslow.